# Parsonsia populifolia
Parsonsia populifolia är en oleanderväxtart som beskrevs av Henri Ernest Baillon. Parsonsia populifolia ingår i släktet Parsonsia och familjen oleanderväxter. Inga underarter finns listade i Catalogue of Life.